# Ernst Seidler von Feuchtenegg
Ernst Nikolaus Seidler von Feuchtenegg (Schwechat, 5 giugno 1862 – Vienna, 23 gennaio 1931) è stato un giurista, docente universitario e politico austriaco.

## Biografia
Ernst, figlio di un giudice, studiò all'Università di Vienna laureandosi in giurisprudenza nel 1887. Dopo due intermezzi presso le agenzie delle entrate della Bassa Austria e in magistratura iniziòs nel 1895 a lavorare presso la camera di commercio a Leoben e insegnò parallelamente economia politica all'Università di Leoben. Nel 1900 passò alla sezione politica commerciale del Ministero dell'Agricoltura della Cisleitania a Vienna. Nel 1909 eseguì l'esame di abilitazione presso l'Università di Vienna in diritto e scienze amministrative. Dopo aver insegnato come docente universitario presso vari istituti, fu nominato professore universitario ordinario nel 1914.
Nel frattempo ritornò a lavorare al Ministero dell'Agricoltura e nel 1909 diventò capo di sezione. In tale veste tenne nel 1915 alcune conferenze davanti al principe ereditario Carlo. Nel 1916 fu associato alla nobiltà con il titolo di Cavaliere e nel 1917 fu nominato Ministro dell'Agricoltura nel breve governo di Heinrich Clam-Martinic.
Dopo le dimissioni di Clam-Martinic nel giugno 1917 ricoprì a sua volta la carica di Primo Ministro della Cisleitania. La nomina di Seidler, nonostante la sua poca esperienza politica, da parte dell'imperatore fu considerato una scelta di compromesso in un clima parlamentare segnato sempre di più da interessi nazionalistiche e separatiste. Infatti si impegnò fin dall'inizio a trovare delle soluzioni per calmare le correnti separatiste. Punto cardine della sua politica fu una proposta di riforma costituzionale con la creazione di regioni autonome di nazionalità omogenea. Si dovette dimettere nel luglio 1918 dopo aver perso l'appoggio dei deputati polacchi e in conseguenza la maggioranza nel Reichsrat. I polacchi furono in forte contrasto con la politica del governo in seguito al trattato di pace con la Ucraina che prevedeva la consegna di territori polacchi occupati dagli Imperi centrali dopo l'uscita della Russia bolscevica dalla prima guerra mondiale in scambio di grano, di cui l'Impero austro-ungarico aveva urgentemente bisogno.
Dopo le dimissioni diventò capo di gabinetto dell'imperatore e partecipò nell'autunno 1918 alla elaborazione di una nuova costituzione, e nel disperato tentativo di salvare la monarchia asburgica. Si ritirò dalla vita pubblica pochi giorni prima della rinuncia di Carlo I come capo di stato. Nel dopoguerra riprese vari incarichi nel settore privato e continuò con il suo lavoro scientifico. Sposato dal 1865 ebbe tre figli, Alma attrice al Burgtheater a Vienna, Elfriede e Ernst, che fece carriera nelle ferrovie austriache diventandone direttore generale. Ernst Seidler morì nel 1931 a Vienna in seguito ad un ictus.